# Lithium-Mangandioxid-Zelle
Die Lithium-Mangandioxid-Batterie, meist eigentlich nur eine einzelne Lithium-Mangandioxid-Zelle, zählt zu den nicht wiederaufladbaren Lithiumbatterien aus der Gruppe der Primärbatterien. Die Anode besteht aus metallischem Lithium und die Kathode besteht aus wärmebehandeltem Mangandioxid (MnO2). Die LiMnO2-Batterien sind die kommerziell am meisten eingesetzten Lithium-Batterien, häufig wird sie als Knopfzelle eingesetzt.

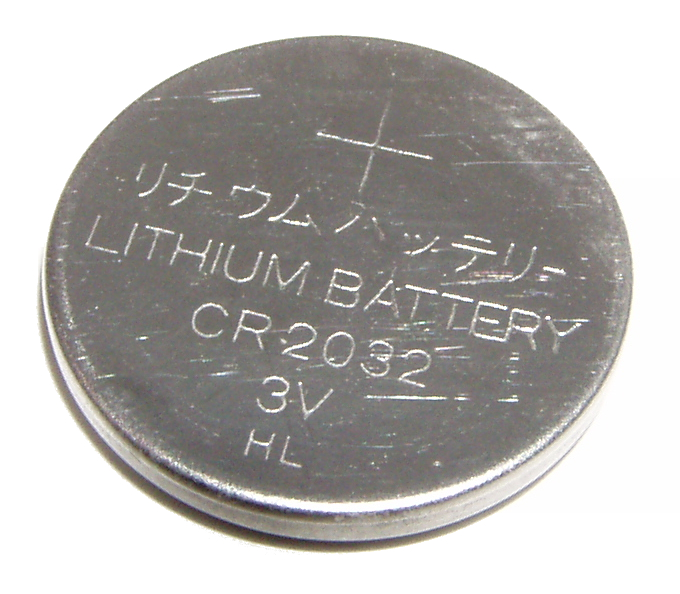
LiMnO_{2}-Knopfzelle, Bauform CR2032

## Elektrochemie

Diagramm Lithium-Mangandioxid-Knopfzelle.

Beim Entladen wird in der Anode Li(0) (metallisches Lithium) zu Li(I) (Li+-Ionen) oxidiert. Bei der Kathodenreaktion wird das Mn(IV) des MnO2 zu Mn(III) reduziert, wobei unter Einlagerung der Li+-Ionen LiMnO2 gebildet wird.
Anodenreaktion: {\displaystyle \mathrm {Li\rightarrow Li^{+}+e^{-}} }
Kathodenreaktion: {\displaystyle \mathrm {MnO_{2}+Li^{+}+e^{-}\rightarrow LiMnO_{2}} }
Gesamtreaktion: {\displaystyle \mathrm {Li+MnO_{2}\rightarrow LiMnO_{2}} }

## Aufbau
Die Kathoden der Lithium-Mangandioxid-Zellen werden aus einer Paste hergestellt, die Mangandioxid-Pulver, einen Binder (z. B. Teflon) und ein Material zur Erhöhung der Leitfähigkeit (z. B. Ruß) enthält. Bei den Wickelzellen dient ein Stück Metallgitter (z. B. Al-Streckmetall) als Träger für die Kathode. Bei den Knopfzellen liegen die Kathode und eine Lithium-Anode entsprechender Größe getrennt durch einen mikroporösen Separator übereinander. Bei den Wickelzellen wird ein Kathodenstreifen zusammen mit einem entsprechenden Lithiumstreifen und dazwischen liegenden Separatorstreifen zu einer Rolle gewickelt. Als Elektrolyt dient die Lösung eines Lithiumsalzes, z. B. Lithiumperchlorat (LiClO4), in einem Gemisch aus organischen Lösungsmitteln. Wickel und Elektrolyt befinden sich in der fertigen Wickelzelle in einem hermetisch abgeschlossenen, laser- oder plasmaverschweißten Becher aus nickelbeschichtetem Stahl oder Edelstahl.
Die Sicherheit der Lithium-Mangandioxid-Zellen ist in den letzten Jahren wesentlich verbessert worden, z. B. durch den Einsatz eines Shutdown-Separators aus einer Kombination von Polyethylen und Polypropylen, der sich beim Erhitzen auf über 132 °C verschließt, und den Einbau von Berstscheiben, die sich bei Temperaturen oberhalb von ca. 140 °C öffnen und so im Falle von inneren Kurzschlüssen das Explodieren der Zellen verhindern. Zusätzlich kommen in Batterien elektrische Schaltungen zum Einsatz, die äußere Kurzschlüsse und das Wiederaufladen von Zellen verhindern.

## Eigenschaften

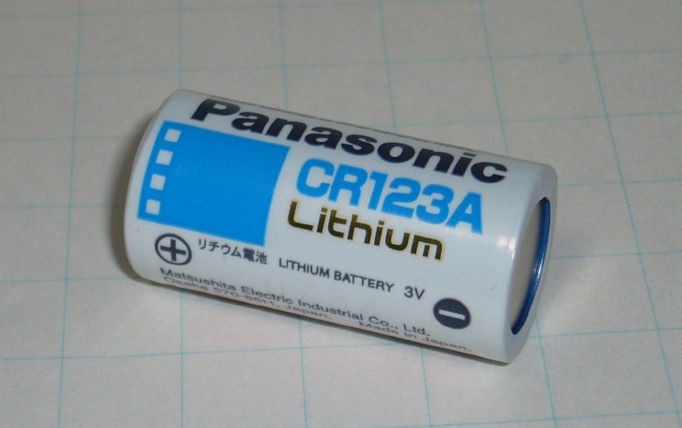
Bauform CR-123A

Die Nennspannung von Lithium-Mangandioxid-Zellen beträgt 3,0 V und liegt somit niedriger als bei Lithium-Thionylchlorid- und Lithium-Sulfurylchlorid-Zellen (3,6 V). Andererseits können mit Li-MnO2-Wickelzellen wesentlich höhere Ströme (bis zu ca. 5 A Dauerbelastung und 10 A Pulsbelastung für Baugröße D) erzielt werden. Ein weiterer Vorteil gegenüber allen Lithium-Batterien mit flüssiger Kathode (Lithium-Thionylchlorid, Lithium-Sulfurylchlorid- und Lithium-Schwefeldioxid-Zellen) ist die wesentlich geringere Passivierung der Lithium-Elektrode, wodurch Spannungseinbrüche zu Beginn der Belastung („voltage delay“) vermieden werden und die Zellen auch für extrem kurze Strompulse geeignet sind. Lithium-Mangandioxid-Zellen zeichnen sich auch durch ihre sehr gute Lagerfähigkeit (mind. 10 Jahre) aus. Nachteile der Lithium-Mangandioxid-Zelle gegenüber den genannten Alternativen sind ihr höherer Preis sowie der etwas eingeschränktere Temperaturbereich bei der Anwendung (−40 °C bis +70 °C für LiMnO2-Zellen im Vergleich zu −55 °C bis +85 °C für LiSOCl2-Zellen).
Lithium-Mangandioxid-Zellen sind in sehr vielen verschiedenen Größen verfügbar, wobei Knopfzellen mit Durchmessern zwischen 9,5 und 30 mm angeboten werden. Bei den Wickelzellen sind die am meisten verbreiteten Typen (in steigender Größe angeordnet) CR 1/3N (10,8 mm × 10,8 mm), 1/2 AA, CR-2, 2/3 AA, AA, 1/2 A, 2/3 A, CR-123A, A, C, D und DD.
Einsatzbereiche von LiMnO2-Knopfzellen sind vor allem Uhren, Taschenrechner und andere elektronische Kleingeräte. Kleinere Wickelzellen kommen z. B. in Kameras (vor allem die Baugrößen CR-2 und CR-123A), als Memory-Backup und in Verbrauchszählern zum Einsatz. Größere Wickelzellen sind für Anwendungen prädestiniert, bei denen ggf. nach langer Lager- bzw. Ruhezeit die netzunabhängige Versorgung mit hohen Strömen gefragt ist. Beispiele sind militärische Anwendungen, Defibrillatoren, Notsender und Ortungsgeräte. Die größte kommerziell erhältliche Baugröße ist eine „Fat DD“-Zelle (42 mm × 141 mm), die u. a. in der Raumfahrt zum Einsatz kommt.

## Wiederaufladbare Lithium-Mangandioxid-Batterien
Es gibt auch wiederaufladbare Lithium-Mangandioxid-Batterien. Diese besitzen eine Anode aus einer Lithium-Aluminium-Legierung. Sie besitzen etwa 28 Prozent der Kapazität einer Lithium-Mangandioxid-Primärbatterie gleicher Baugröße. Dieser Batterietyp ist empfindlich gegenüber Tiefentladung. Es sollte nur etwa ein Zehntel der verfügbaren Kapazität tatsächlich genutzt werden, um vorzeitigen Verschleiß zu vermeiden.